# 꼬마용 타발루가

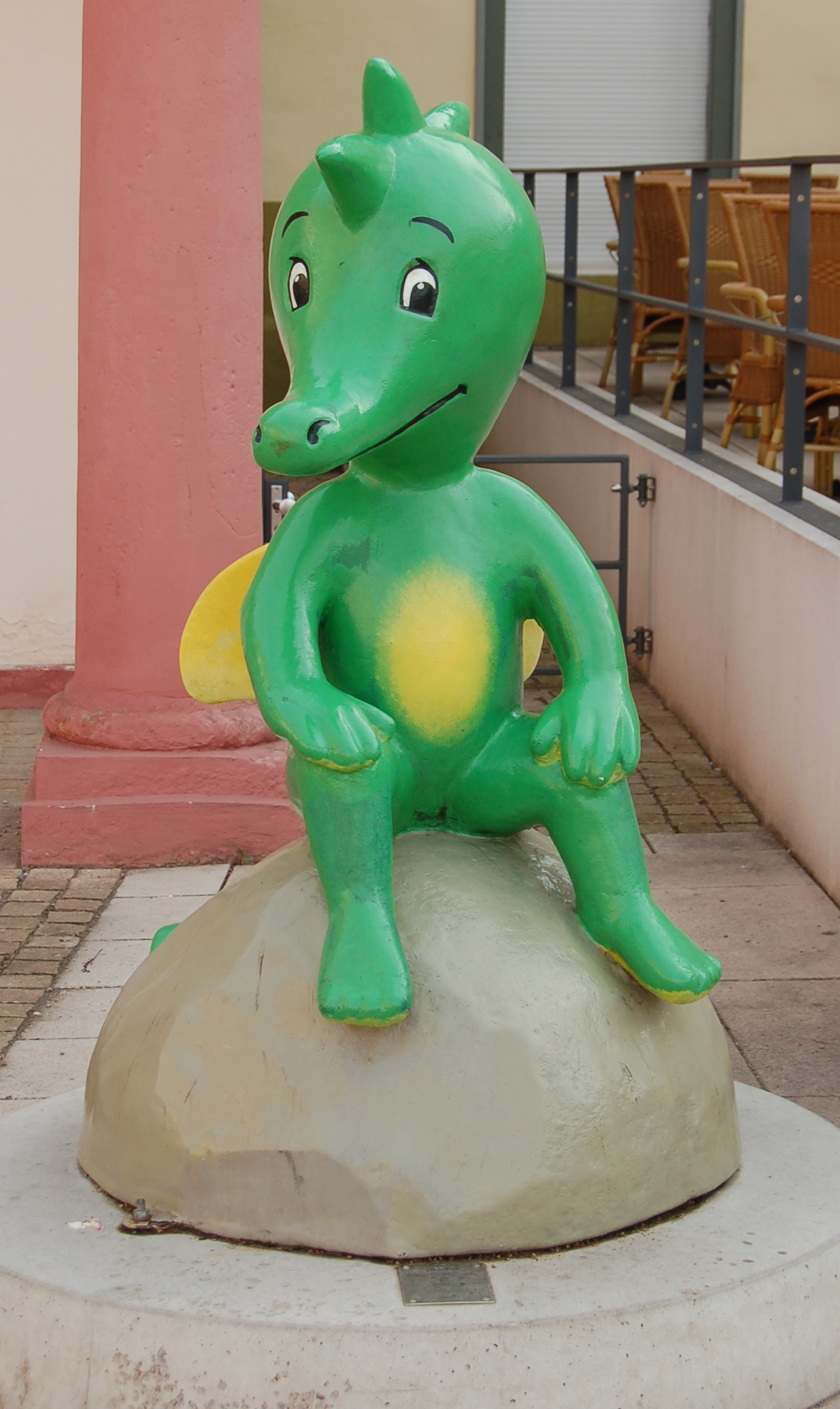

꼬마용 타발루가(Tabaluga)는 1997년부터 2004년까지 독일 ZDF에서 방영한 TV 애니메이션이다. 대한민국에서는 2003년에 대교어린이TV에서 방영되었다.

## 줄거리
마음씨 착한 꼬마 용 타발루가가 그의 친구들과 살고있는 그린랜드를 눈과 얼음의 왕국으로 만들려는 악토스 일당을 물리치는 이야기를 다룬 만화영화이다.

## 등장인물
- 타발루가 - 박영남/야마모토 아야노
- 해피 - 조영미/마에다 카오리
- 딕비 - 이영리/오오츠카 아키오
- 버즈 - 하미경/타카가키 아야히
- 루비 - 신한호/나카무라 토오루
- 네샤야 - 홍승옥/타케우치 료타
- 슈후 - 온영삼/유즈키 료카
- 악토스 - 이우신/에모토 마사시(江原正士)
- 제임스 - 노민/이봉근
- 대머리 - 홍승표/스야마 아키오
- 독수리 - 권영호/하야미 쇼